# Walking on a Dream (album)
Albums de Empire of the Sun
Ice on the Dune
Singles
1. Walking on a Dream
2. We Are the People
3. Standing on the Shore
4. Without You
5. Half Mast (Slight Return)

Walking on a Dream est le premier album du groupe de musique australien Empire of the Sun, édité en 2008.

## Contexte
L'album a été enregistré et mixé par Peter Mayes au Soundworks Music Studio à Sydney à divers moments durant l'année 2007, avec un enregistrement supplémentaire par Chris Vallejo au Studio Linear Recording, également à Sydney.

## Liste des pistes
| No  | Titre                   | Auteur                                    | Durée |
| --- | ----------------------- | ----------------------------------------- | ----- |
| 1.  | Standing on the Shore   | Luke Steele, Nick Littlemore, Peter Mayes | 4:23  |
| 2.  | Walking on a Dream      | Steele, Littlemore, Jonathan Sloan        | 3:16  |
| 3.  | Half Mast               | Steele, Littlemore, Sloan, Mayes          | 3:54  |
| 4.  | We Are the People       | Steele, Littlemore, Sloan                 | 4:27  |
| 5.  | Delta Bay               | Steele, Littlemore, Mayes                 | 3:12  |
| 6.  | Country                 | Littlemore                                | 5:04  |
| 7.  | The World               | Steele, Littlemore, Mayes                 | 4:36  |
| 8.  | Swordfish Hotkiss Night | Steele, Littlemore, Mayes                 | 3:55  |
| 9.  | Tiger by My Side        | Steele, Littlemore, Mayes                 | 5:47  |
| 10. | Without You             | Steele, Littlemore, Sloan                 | 5:00  |

| 11. | Breakdown | 2:37 |

| 11. | Romance to Me                                   | 3:25 |
| 12. | Walking on a Dream (Van She Tech Remix)         | 3:47 |
| 13. | We Are the People (The Shapeshifters Vocal Mix) | 4:16 |
| 14. | Walking on a Dream (Video)                      | 3:19 |

| 1.  | Breakdown                                       | 2:40 |
| 2.  | Romance to Me                                   | 3:26 |
| 3.  | Walking on a Dream (Sam La More 12" Remix)      | 7:52 |
| 4.  | Standing on the Shore (Losers Remix)            | 6:39 |
| 5.  | We Are the People (The Shapeshifters Vocal Mix) | 8:17 |
| 6.  | Without You (New Version)                       | 3:32 |
| 7.  | Swordfish Hotkiss Night (Eron Mezza Remix)      | 2:22 |
| 8.  | Standing on the Shore (Hey Today! Remix)        | 4:46 |
| 9.  | Walking on a Dream (Ben Watt Remix)             | 7:28 |
| 10. | We Are the People (Shazam Remix)                | 5:44 |
| 11. | Girl                                            | 3:58 |
| 12. | Etude                                           | 2:27 |